# Олеся Гончара, 24
Міська садиба — комплекс споруд, до якого входять колишній прибутковий будинок (№ 24), флігель (№ 24-Б) і будинок № 24-А. Перша будівля — пам'ятка історії, а друга — пам'ятка архітектури. Садиба розташована у Києві на вулиці Олеся Гончара. 
Будівля № 24 перебуває у занедбаному стані. Фасад спотворений заскленими балконами, кондиціонерами.

## Історія садиби

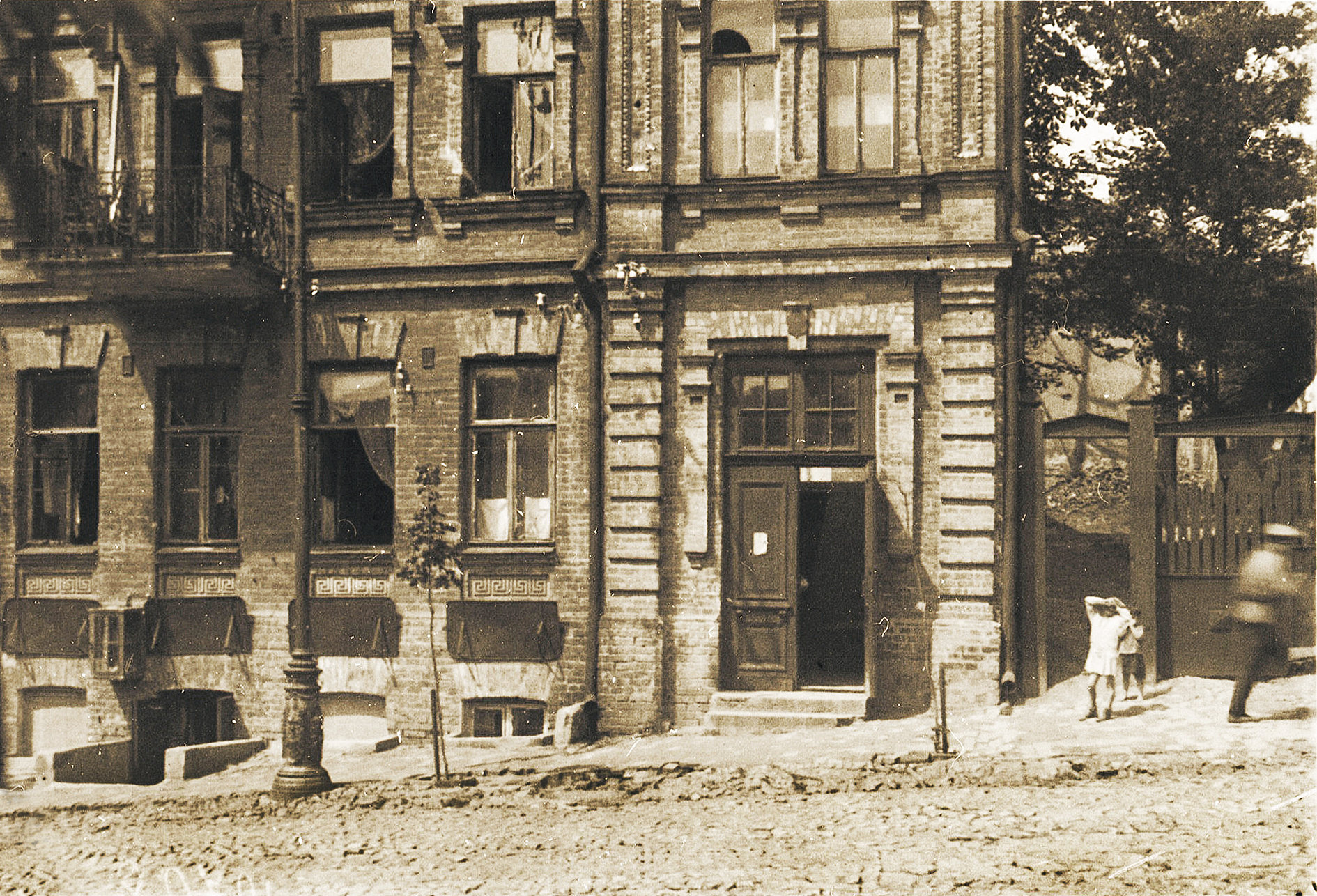
Праве крило (1930-ті)

Прибутковий будинок № 24 збудували наприкінці ХІХ сторіччя. Ліву секцію завершили 1893 року. Праву звели 1898 року за проєктом київського архітектора Миколи Горденіна. У будинку розміщались торговельні заклади. Приміщення здавали в оренду також під житло.
Упродовж 1913—1915 років у подвір'ї садиби збудували шестиповерхові флігелі.
Близько 1922 року більшовики націоналізували садибу.
2015 року на будинку № 24-А з'явився мурал художника Олександра Гребенюка «Selfmademan».

## Архітектура

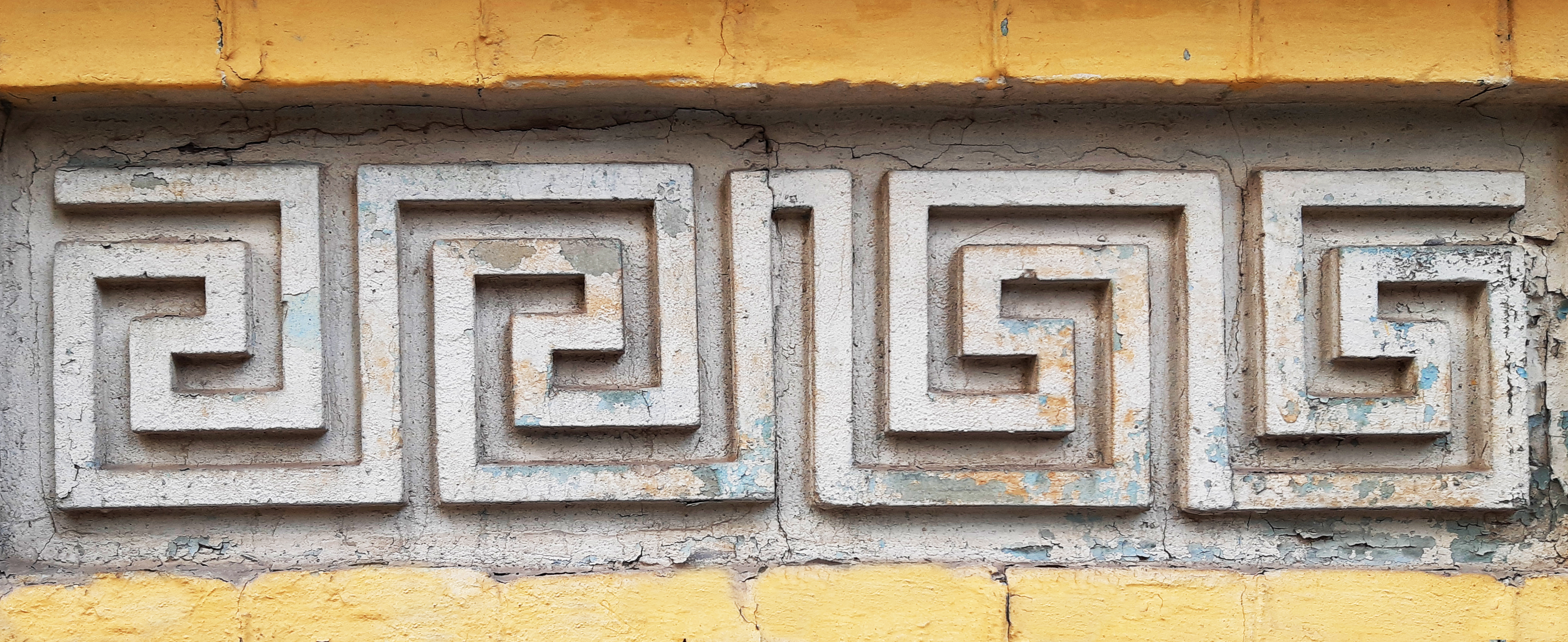
Меандр

Чоловий будинок розташований на червоній лінії забудови вулиці. Оформлений у цегляному стилі. 
Композиція фасаду асиметрична. Триповерхова, цегляна кам'яниця із льохом складається із двох секцій. Ліва п'ятивіконна секція збудована раніше. Центральною віссю виступає розкріповка. Її на кожному поверсі фланкують пілястри. На другому і третьому поверхах — балкони з іонічними пілястрами. Завершує розкріповку трикутний фронтон.
Права секція має дві двовіконні розкріповки з пілястрами і прямокутним фронтоном у завершенні. Вікна на третьому поверсі напівциркульні із замковими каменями, решта — прямокутні. Над ними трикутні сандрики. Вікна першого поверху (як і вхід) мають замкові камені. Під ними вставки з меандром.
Карнизи будівлі прикрашені дентикулами (декоративними зубчиками). Фасад збагачений цегляним декором.
На центральній осі розташовано отвір проїзду у подвір'я. Портал у проїзді фланкований рустованими лізенами.

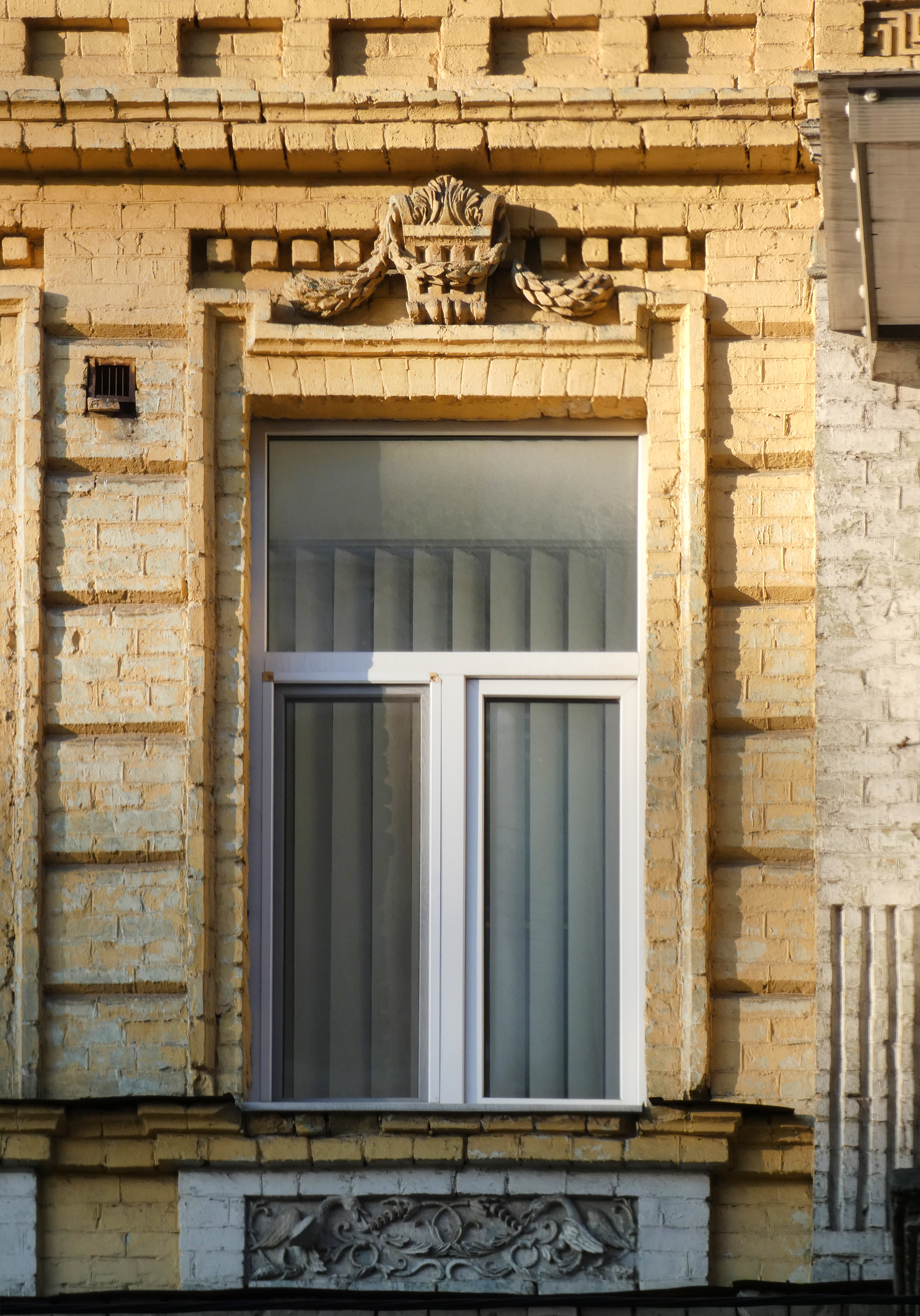
Прямокутне вікно з декором (ліва секція)
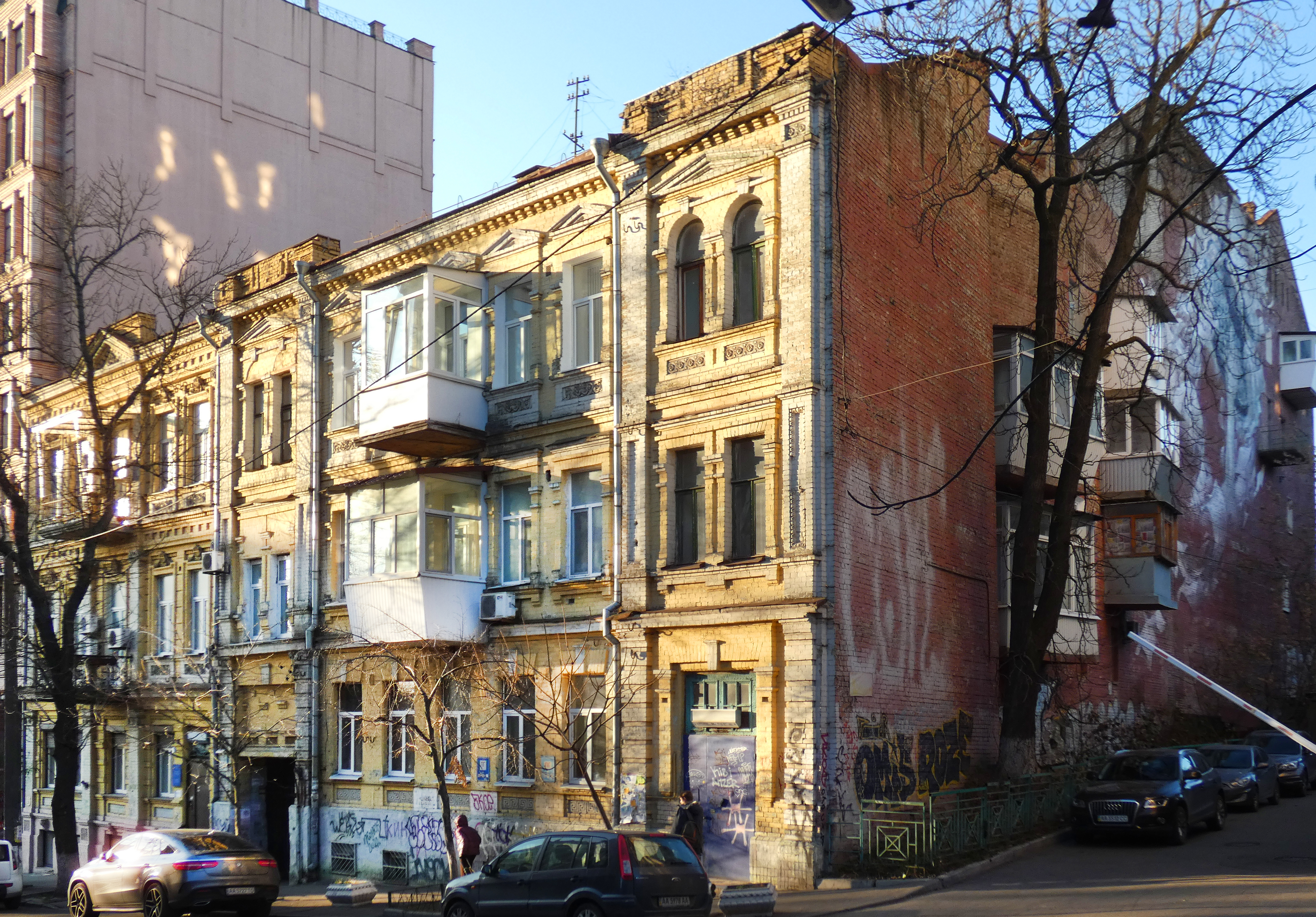
Будівлі № 24 і 24-А
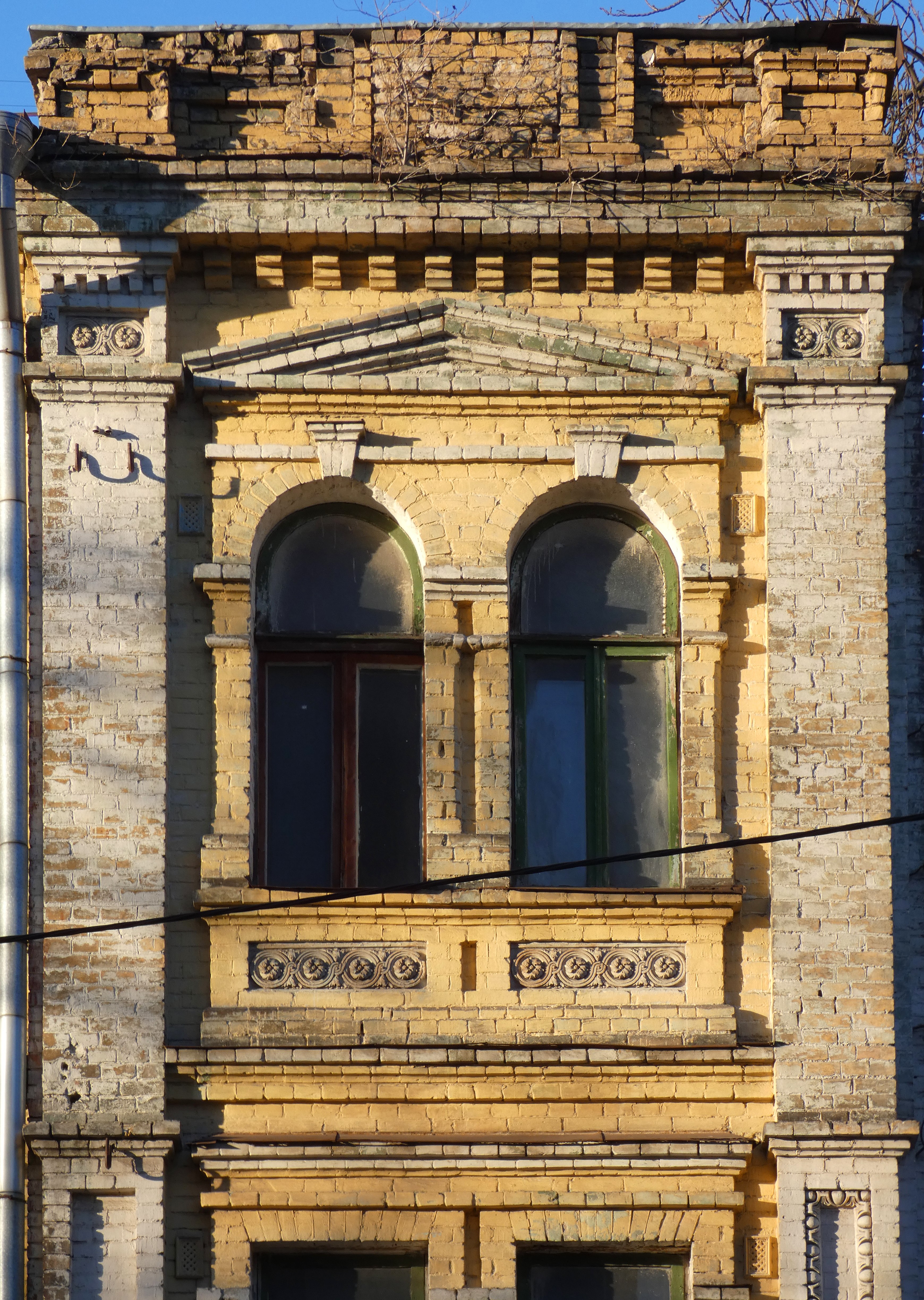
Напівциркульні вікна із сандриком і пілястрами (права секція)

## Мурал

Олександр Гребенюк. «Selfmademan» на Олеся Гончара, 24-А

19 жовтня 2015 року в рамках проєкту «City Art» завершили розпис будинку № 24-А. Роботу виконав Олександр Гребенюк із творчого гурту «Добрі люди», який почав кар'єру вуличного художника з 2004 року. За його словами, він лишився задоволений локацією стіни у внутрішньому подвір'ї, її фактурою і розміром. Водночас графік був жорсткий. На виконання роботи йому дали всього шість днів.
Мурал представили з назвою «Selfmademan», тобто «Людина, яка досягла всього сама». Художник присвятив твір журналістам, чиєю професією він захоплюється. Їхня робота складна і часто небезпечна. В Україні журналісти іноді гинуть, виконуючи свої професійні обов'язки. Куратори впевнені, що журналісти власними зусиллями роблять собі ім'я, а тому заслуговують на те, щоб їм присвятили мурал.
Олександр Гребенюк намалював людину, яка друкує на старій друкарській машинці. Вона так захопилась своїми ідеями і занурилась у працю, що просто розчинилась серед аркушів паперу, які вилітають з машинки.
Водночас зображений на муралі процес творення тексту радше підходить до праці літератора, аніж журналіста. Тому кияни називають мурал «Письменник за роботою».